# Sonata de igreja
Sonata de igreja, também conhecida pelo seu nome original em italiano sonata da chiesa, é uma forma musical instrumental nascida no período Barroco.
Consiste em geral de quatro movimentos, numa sequência lento-rápido-lento-rápido. O segundo movimento usualmente é fugado. Seu nome parece indicar um uso litúrgico, mas não é o caso, a não ser de forma esporádica, na maior parte das vezes era concebida como música concertística profana. Um dos maiores expoentes do gênero foi Arcangelo Corelli. Depois de 1700 a forma tendeu a ser absorvida pela sonata de câmara, mas Haydn e Mozart ainda compuseram algumas peças nessa forma.